# محمد اقبال بات
محمد اقبال بات (انگلیسی: Muhammad Iqbal Butt؛ زادهٔ ۱۱ دسامبر ۱۹۲۹) وزنه‌بردار اهل پاکستان بود.